# Nangando
Nangando è una circoscrizione mista (mixed ward) della Tanzania situata nel distretto di Liwale, regione di Lindi. Conta una popolazione di 6 591 abitanti (censimento 2012).